# Clifford Witting
Pour les articles homonymes, voir Witting.
Clifford Witting, né en septembre 1907, à Lewisham, un borough du Grand Londres, et mort en 1968, est un romancier et scénariste britannique, auteur de romans policiers.

## Biographie
Il fait ses études au Eltham College qu'il termine en 1924. Il occupe ensuite un poste de commis à la Lloyds Bank jusqu'en 1942.
Pendant la Seconde Guerre mondiale, il sert comme bombardier dans le régiment de la Royal Artillery de 1942 à 1944, puis comme Warrant Officer (en) dans le Royal Army Ordnance Corps (en) de 1944 à 1946.
En littérature, il publie à partir de 1937 des romans policiers, dont la plupart ont pour héros l'inspecteur Charlton de la police criminelle de Lulverton, une petite ville (fictive) d'Angleterre. Dans certains titres de la série, dont les deux premiers, Harry Charlton exerce seul son métier, avant d'être associé au sergent Peter Bradford qui, de subalterne, devient le seul inspecteur chargé des enquêtes criminelles dans les derniers volumes de la série.
Clifford Witting est invité à devenir membre du Detection Club en 1958.
En 1953, il participe avec d'autres scénaristes au film Park Plaza 605 (en), réalisé par Bernard Knowles, où évolue le personnage de Norman Conquest. Dans les années 1960, il signe seul les scénarios d'épisodes des séries télévisées Detective et de la première saison de Sherlock Holmes (1964-1965), où le célèbre limier est interprété par Douglas Wilmer.

## Œuvre

### Romans

#### Série policièreInspecteur Charlton et sergent Bradford
- Murder in Blue (1937)
- Midsummer Murder (1937) Publié en français sous le titre Cibles vivantes, traduit par Perrine Vernay, Paris, Nouvelle Revue Critique, coll. L'Empreinte no 150, 1938
- The Case of the Michaelmas Goose (1938)
- Catt Out of the Bag (1939)
- Measure for Murder (1941)
- Subject: Murder (1945)
- Let X Be the Murderer (1947)
- Dead on Time (1948)
- A Bullet for Rhino (1950)
- The Case of the Busy Bees (1952)
- Silence After Dinner (1953)
- There Was a Crooked Man (1960)
- Driven to Kill (1961)
- Crime in Whispers (1964)

#### Autres romans policiers
- Mischief in the Offing (1958)
- Villainous Saltpetre (1962)

### Ouvrage de littérature d'enfance et de jeunesse
- The Knights of St. Perran (1940)
- English Proverbs Explained (1967), en collaboration avec Ronald Ridout

### Autres publications
- A Rotarian's Journal (1950)
- The Facts of English (1964)

## Filmographie

### Comme scénariste

#### Au cinéma
- 1953 : Park Plaza 605 (en), film britannique réalisé par Bernard Knowles, avec Tom Conway et Eva Bartok

#### À la télévision
- 1964 : Subject: Murder, épisode 10, saison 1 de la série télévisée britannique Detective, réalisé par Max Varnel, sur un scénario original de Clifford Witting
- 1964 : Quick One, épisode 18, saison 1 de la série télévisée britannique Detective, réalisé par Gildchrist Calder, sur un scénario de Witting d'après un récit de G. K. Chesterton
- 1965 : La Grange de l'abbaye (The Abbey Grange), épisode 6, saison 1 de la série télévisée britannique Sherlock Holmes, réalisé par Peter Cregeen, d'après la nouvelle Le Manoir de l'Abbaye d'Arthur Conan Doyle
- 1965 : Charles Auguste Milverton, épisode 11, saison 1 de la série télévisée britannique Sherlock Holmes, réalisé par Philip Dudley, d'après la nouvelle Charles Auguste Milverton d'Arthur Conan Doyle

## Sources
- (en) John M. Reilly (Ed.), Twentieth-century crime and mystery writers, New York, St. Martin's Press, coll. « Twentieth-century writers of the English language », 1982 (réimpr. 1991), 2e éd., 1568 p. (ISBN 978-0-312-82417-4, OCLC 6688156), p. 917-918.